# Rue Sthrau
La rue Sthrau est une voie du 13e arrondissement de Paris, en France.

## Situation et accès
La rue Sthrau est une voie située dans le 13e arrondissement de Paris. Elle débute au 72, rue de Tolbiac et se termine au 100, rue Nationale.

## Origine du nom

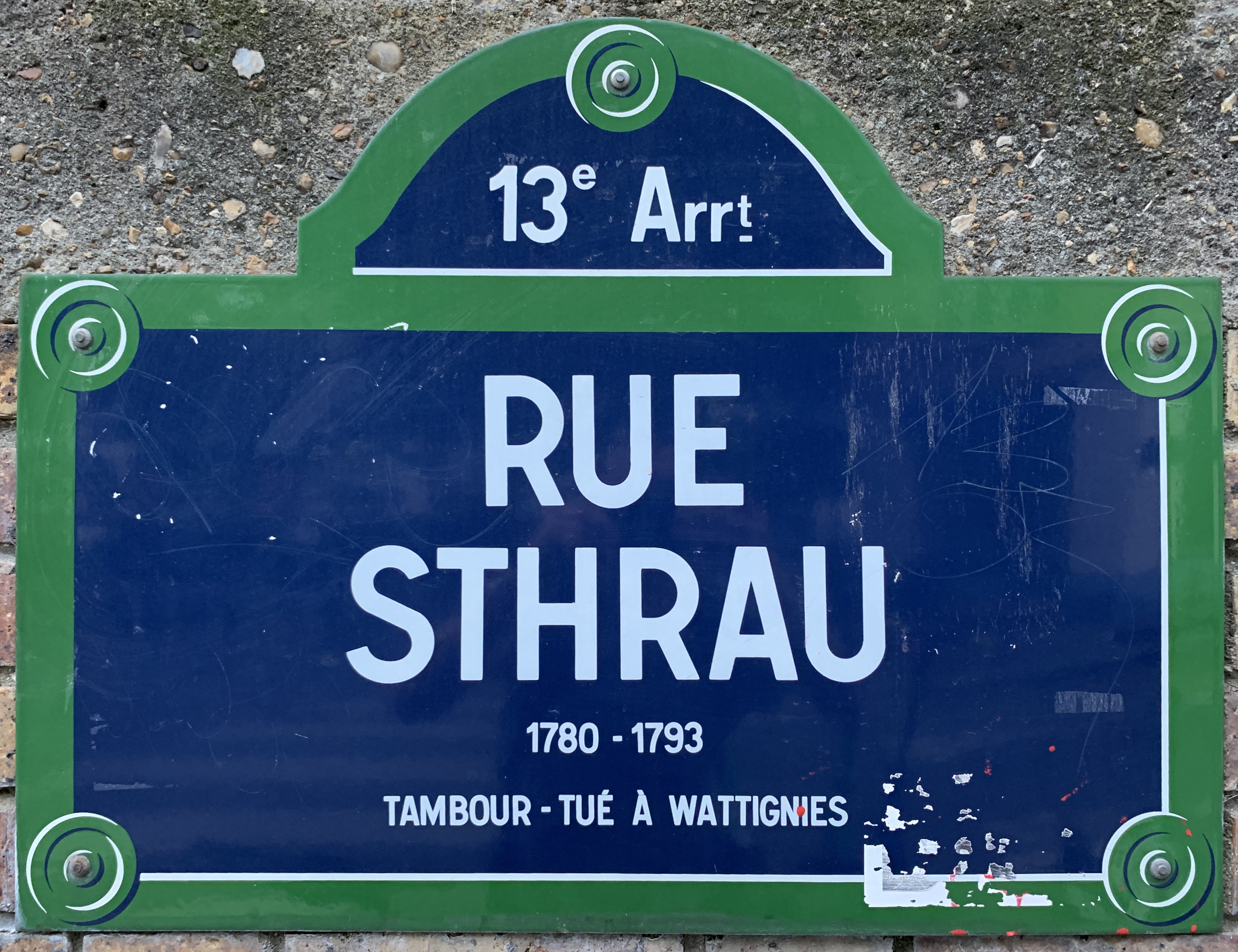
Plaque de la rue.

Elle porte le nom du jeune garçon dénommé Sthrau, tambour dans les armées de la République, mort héroïquement à la bataille de Wattignies, à l'âge de 15 ans (1793). L'orthographe est problématique : le nom de famille du tambour Stroh, alsacien (Stroh étant le mot allemand pour « paille »), s'écrit en effet Stroh pour Avesnes-sur-Helpe et Strauh pour Maubeuge.

## Historique
Cette voie est ouverte en 1895 sur l'emplacement du « passage Baudricourt ».